# 渡邊文嘉
渡辺 文嘉（わたなべ ぶんか、1979年11月3日 - ）は、テレビユー福島のアナウンサー兼記者。過去には渡邊 文嘉（読み同じ）名義で活動していた。

## 来歴
新潟県新発田市出身。新発田市立本丸中学校、新潟県立新発田高等学校、立教大学文学部日本文学科卒業。
大学を卒業後、2003年にテレビユー福島に入社。報道部に配属され、同期の佐藤明日香とともに同局のアナウンサーになる。入社2年目から記者兼務となり、県警社会記者クラブで3年近く活動。その後は県政記者クラブに所属していた。
2010年3月に報道部から制作部へ異動。異動後しばらくは平日午前の情報番組『グーテン』でMCを務めたり、テレビユー福島と新潟放送が共同制作したDVD『福島！新潟！ラーメン街道』にも出演したりしていたが、2011年3月に東日本大震災が発生。直後に報道部へ復帰することとなり、以後は震災関連の取材と中継リポートに専念していた。

## 担当番組
- 福島競馬レース展望[1]
- 各種スポーツ番組 - 実況ほか担当[1]
- グーテン - MC（2010年3月 - 2011年3月）[Blog 1][Blog 3]
- TUF NEWS LIVE スイッチ! - 取材担当[Blog 3]、キャスター（2011年10月 - ）[Blog 4]
- Nスタふくしま - キャスター（ - 2023年4月）[SNS 2]

### ブログ出典
1. 1 2 3  渡邊文嘉 (2010年4月3日). “遅ればせながら、報告です”. TUFアナウンサーブログ.   テレビユー福島. 2011年3月19日時点のオリジナルよりアーカイブ。2025年8月10日閲覧。
2. ↑  渡邊文嘉 (2011年1月29日). “福島！新潟！ラーメン街道DVD発売！！\（^^）/”. TUFアナウンサーブログ.   テレビユー福島. 2011年3月19日時点のオリジナルよりアーカイブ。2025年8月10日閲覧。
3. 1 2 3  渡邊文嘉 (2011年7月19日). “申し訳ありません…(m_m)”. TUFアナウンサーブログ.   テレビユー福島. 2011年7月21日時点のオリジナルよりアーカイブ。2025年8月10日閲覧。
4. ↑  渡邊文嘉 (2011年10月8日). “新任のご挨拶（^^）”. TUFアナウンサーブログ.   テレビユー福島. 2011年10月19日時点のオリジナルよりアーカイブ。2025年8月10日閲覧。

### SNS出典
1. ↑  渡辺文嘉（アカウント：TUF / テレビユー福島【公式】） [@tufchannel]「震災、原発事故とともに辞令もないまま ニュースを伝える報道部の一員になり いまに至ります。」2022年3月10日。Instagramより2025年8月10日閲覧。
2. ↑  柗井綾乃 [@ayano.matsui_229]「渡辺文嘉キャスターが Nスタふくしま最終出演日でした🌸」2023年4月7日。Instagramより2025年8月10日閲覧。

### 上記以外の出典
1. 1 2 3 4 5 6 7 8 9  “渡邊 文嘉”. アナウンサー.   テレビユー福島. 2008年12月18日時点のオリジナルよりアーカイブ。2025年8月10日閲覧。
2. 1 2  本人Instagramアカウントのプロフィールに記載。“渡辺 文嘉”. Instagram. 2025年8月10日閲覧。
3. 1 2  “渡邊 文嘉”. アナウンサー.   テレビユー福島. 2010年12月10日時点のオリジナルよりアーカイブ。2025年8月10日閲覧。
4. ↑  “男子アナウンサー”. アナウンサーの部屋.   テレビユー福島. 2007年9月27日時点のオリジナルよりアーカイブ。2025年8月10日閲覧。